# Paulista (Pernambuco)
Paulista és un municipi brasiler de l'estat de Pernambuco. El municipi s'localitza a la costa de l'estat, ficant a 20 quilòmetres de la capital Recife, on també forma part de la regió metropolitana de la capital. Seva població s'estima en 334.376 persones, sent la cinquena població més gran de l'estat, segon els dades de l'IBGE (2020). El municipi té la àrea de 93,518 km²
El nom de la ciutat es deu a un home que va construir l'engenho on avui és la ciutat, ser de la capitania de São Paulo al final del segle xvii.